# Cadrete
Cadrete è un comune spagnolo di 1 784 abitanti situato nella comunità autonoma dell'Aragona.